# Суперкупа на Италия 2014
Суперкупата на Италия 2014 е 27 издание на двубоя между победителя от Серия А 2013/14(Ювентус) и носителя на Купата на Италия 2013/14 (Наполи).

## Двубой
| Дата       | Шампион | Резултат     | Носител на Купата | Стадион |
| ---------- | ------- | ------------ | ----------------- | ------- |
| 22.12.2014 | Ювентус | 2:2 (5:6 д.) | Наполи            | Доха    |

| Суперкупа на Италия 2014 |
| ------------------------ |
|                          |
| Наполи                   |